# Ястшиговице
Ястшигови́це (пол.  Jastrzygowice) — село в Польше в гмине Гожув-Слёнский Олесненского повета Опольского воеводства.

## История
В 1975—1998 годах село входило в Ченстоховское воеводство.

## Известные жители и уроженцы
- Яронь, Ян Никодем (1881—1922) — польский поэт